# Невероятная и печальная история о простодушной Эрендире и её бессердечной бабушке
«Невероятная и печальная история о простодушной Эрендире и её бессердечной бабушке» (исп. La increíble y triste historia de la cándida Eréndira y de su abuela desalmada) — повесть, написанная в 1972 году колумбийским писателем Габриэлем Гарсиа Маркесом. Повесть, как и многие другие произведения автора, написана в духе магического реализма. Впервые сюжет появился во второй главе романа «Сто лет одиночества», написанном в 1967 году. Герои будущего рассказа посетили Макондо на один день: 
«Вместе с Франсиско Человеком в Макондо пожаловала женщина — такая толстая, что её несли в качалке четыре индейца, — и молоденькая мулатка беззащитного вида, она держала над женщиной зонтик, закрывая её от солнца». <…> «Девушка молча выразила ему свою признательность. Кожа у неё плотно обтягивала ребра. Спина была стёрта до крови. Дыхание — тяжёлое и прерывистое из-за глубокого изнеможения. Два года тому назад очень далеко от Макондо она заснула, не погасив свечу, а когда проснулась, вокруг полыхало пламя. Дом, в котором она жила вместе с воспитавшей её бабкой, сгорел дотла. С тех пор бабка водила её по городам и селениям и за двадцать сентаво укладывала в постель с мужчинами, чтобы возместить стоимость дома. По подсчётам девушки ей предстояло жить так ещё около десяти лет, принимая по семьдесят мужчин за ночь, ведь, кроме выплаты долга, надо было ещё оплачивать дорожные издержки, питание, а также индейцев-носильщиков».

## Сюжет
В произведении рассказывается о 14-летней девочке Эрендире, живущей вместе с бабушкой в большом полузаброшенном доме. После смерти своего отца Амадиса девочка оказывается служанкой собственной бабушки, потакая ей и во всём с ней соглашаясь. Ветер несчастий, подувший в один из дней, становится причиной пожара, уничтожившего всё их имущество. Бабушка Эрендиры обвиняет девочку во всех несчастьях и говорит, что «целой жизни мало, чтобы вернуть мне долг». Жизнь девушки резко меняется: она становится проституткой. После бедного вдовца, дорого заплатившего за её девственность, Эрендира обходит весь город, пока не остаётся ни одного мужчины, способного платить за её тело. Бабушка и внучка уходят из города и отправляются в пустыню, выискивая следы контрабандистов. Их подвозит молодой грузчик, за проезд сполна платит Эрендира. Он просит у бабушки отпустить её с ним, но та требует за это восемьдесят одну тысячу песо, которые Эрендира ей должна.
Построив хижину в одном из пустынных местечек, бабушка делает Эрендире рекламу, и мужчины со всей пустыни едут «опробовать новинку». Бабушке хватает денег, чтобы купить осла, и они с внучкой углубляются в пустыню, где происходит встреча Эрендиры с Улиссом, сыном голландского фермера. Он пробирается ночью к ней в палатку, пока бабушка спит, чтобы посмотреть на эту красавицу, о которой все только и говорят. Эрендира сначала пугается его, но потом берёт деньги и любит «его уже за полцены и продолжает любить до рассвета даром».
Через три дня бабушке и Эрендире встречается отряд миссионеров, которые обвиняют бабушку и просят отдать им девочку, а следующей ночью крадут её прямо из-под бабушкиного носа. Бабушка тут же обращается к властям, но никто не в силах вернуть ей потерю. Тем временем миссионеры рыщут по пустыне в поисках женихов для живущих в монастыре девушек, в том числе и для Эрендиры. Одному из таких женихов приплачивает бабушка, и он женится на Эрендире, а потом она снова оказывается в бабушкиных руках.
Тем временем Улисс разыскивает Эрендиру по всей пустыне и находит на дороге к морю. Он уговаривает её бежать с ним, и ночью они совершают побег. Бабушка вновь обращается к властям, показывая им рекомендательное письмо сенатора, и солдаты останавливают Улисса и Эрендиру. После этого бабушка привязывает Эрендиру к кровати, её бизнес процветает, и она зарабатывает на Эрендире всё больше и больше. Девушка терпит всё, даже когда разгневанные жительницы города, ревнующие своих мужей, выносят её на кровати на городскую площадь.
Уже тогда Эрендира задумывает убить свою бабушку. Ночью она тихо зовёт Улисса, и он слышит её зов, находясь за тысячи километров от неё. Отец грозит ему проклятием, но Улисс уходит и больше никогда не возвращается домой. Он находит Эрендиру, и они вместе думают, как убить бабушку. Сначала они подсыпают ей в торт много яда, но на бабушку он не действует. Эрендира злится на Улисса, и он уходит, а через несколько дней бабушке в подарок привозят пианино, которое взрывается, но не причиняет ей вреда. Улисс приходит к ней с кинжалом и наносит несколько смертоносных ударов, а потом обессиленно остаётся у трупа, не в силах идти куда-нибудь. Эрендира бесследно исчезает в ночной тьме.

## Герои
- Эрендира — 14-летняя незаконнорождённая дочь Амадиса, сына бабушки, оставленная на её попечение после его смерти. Красивая, покорная девушка, никогда не перечащая своей безжалостной родственнице и выполняющая все дела по дому. Не сопротивляется своей судьбе, даже когда её заставляют заниматься проституцией, сносит все бабушкины издевательства. После того, как её крадут миссионеры, она проводит несколько дней в монастыре, где впервые чувствует себя счастливой. Боится мужчин до встречи с Улиссом, который кажется ей ангелом. Ограниченная миром постели, она живёт мечтой стать свободной, и потому подстрекает Улисса на убийство собственной бабушки. После того как Улисс закалывает её кинжалом, она убегает прочь от всего с золотым жилетом своей бабушки, и никто больше никогда её не видел.
- Бабушка — единственная родственница Эрендиры, бывшая проститутка. По легенде, Амадис-старший выкрал её из публичного дома на Антильских островах, прирезав одного из соперников, и бежал вместе с ней в недоступную для закона пустыню, где у них родился Амадис-младший. Когда оба Амадиса умерли — один от меланхолической лихорадки, другой изрешечённым на поединке, — старуха похоронила их в патио и стала воспитывать свою внучку. После пожара она заставила её заниматься проституцией, скопила на этом немало богатств. Во сне она часто бредила и вспоминала своё прошлое, самые тёмные страницы. Во сне она и была убита Улиссом.
- Улисс — сын голландского фермера и индианки. Его отец говорит на голландском, мать на индейском и испанском, и они редко понимают друг друга: только Улисс является связующим звеном между ними. Этот «огненно-рыжий юноша с отрешённым взглядом голубых глаз», напоминающий ангела, влюбляется в Эрендиру и бежит из дома, не боясь проклятия собственного отца. Он крадёт из дома контрабандные апельсины, внутри которых находятся огромные алмазы. Они с Эрендирой пытаются бежать, но у них не выходит, а потом она уговаривает его убить бабушку. Улисс делает всё, чтобы быть с Эрендирой, но после убийства бабушки Эрендира навсегда уходит из его жизни. А Улисс, сломленный убийством старой женщины, не в силах подняться и догнать её.

## Экранизация
По книге снят одноимённый фильм Руя Герры в 1983 году. В фильме большое внимание уделяется сюрреалистическим частям произведения, магическому реализму, ставшему отличительной чертой творчества Маркеса. Жадность и кажущееся бессмертие бабушки являются аллегорией коррумпированных политических деятелей в Латинской Америке и во всём мире. А огромный долг, который Эрендира должна выплатить своей бабушке, является символическим относительно международного долгового бремени Латинской Америки.

## Постановка
26 октября 2014 года в Каменноостровском театре (вторая сцена БДТ им. Г. А. Товстоногова) состоялась премьера спектакля «Эрендира» по мотивам произведения. В качестве режиссёра постановки дебютировал актёр МХТ им. Чехова Федор Лавров. Художественный руководитель Андрей Могучий.